# Benjamin Chmura
Benjamin Chmura (* 1989 in Ottawa) ist ein deutscher Koch. Er führt seit Oktober 2021 die Küche des Münchner Gourmetrestaurants Tantris.

## Leben und Wirken
Benjamin Chmura wurde als Sohn des Dirigenten Gabriel Chmura (1946–2020) in Ottawa geboren. Seine Mutter ist Deutsche; Chmura spricht fließend französisch und deutsch. Er wuchs in Brüssel auf.
Nach dem Abitur lernte der 20-Jährige in Lyon am Institut Paul Bocuse die französische Hochküche. Dann ging er zur Auberge de l'Ill von Marc Haeberlin (drei Michelinsterne) in Illhäusern. Von 2013 bis Januar 2015 kochte er im Le Cinq bei Éric Briffard in Paris (drei Michelinsterne). Im Februar 2015 wechselte er zum Restaurant The Greenhouse bei Arnaud Bignon in London. Dort lernte er seine Partnerin kennen, mit der er für ein Jahr nach Australien ging, um in einem japanischen Zwei-Sterne-Restaurant zu kochen.
Ab 2017 kochte er im Restaurant Troisgros bei Michel Troisgros in Roanne (drei Michelinsterne). Im Mai 2019 wurde er dort Küchenchef. Chmura war dort der bisher jüngster Chefkoch.
Im Dezember 2020 stellte das Münchner Restaurant Tantris Chmura als Nachfolger von Küchenchef Hans Haas vor. Dort führt Chmura die Küche seit Oktober 2021. Im März 2022 wurde das Tantris mit zwei Michelinsternen ausgezeichnet.
Das zweite Restaurant Tantris DNA wurde ab Oktober 2021 von Virginie Protat geführt, seit Mai 2023 leitet Chmura beide Restaurants; es wurde mit einem Michelinstern ausgezeichnet.

## Auszeichnungen
- 2020: Drei Michelin-Sterne für das Restaurant Troisgros in Roanne
- 2022: Zwei Michelin-Sterne für das Restaurant Tantris in München[6]
- 2024: Koch des Jahres, Der Feinschmecker[8]